# کاروالوپولیس
کاروالوپولیس (به پرتغالی: Carvalhópolis) یک منطقهٔ مسکونی در برزیل است که در میناز ژرایس واقع شده‌است. کاروالوپولیس ۳٬۵۹۷ نفر جمعیت دارد.